# Leuctra transsylvanica
Leuctra transsylvanica är en bäcksländeart som beskrevs av Kis 1964. Leuctra transsylvanica ingår i släktet Leuctra och familjen smalbäcksländor. Inga underarter finns listade i Catalogue of Life.